# Bumpkin Island
Bumpkin Island, conosciuta anche come Round Island, Bomkin Island, Bumkin Island o Ward's Island, è un'isola degli Stati Uniti d'America, situata nello Stato del Massachusetts nella baia di Boston.

## Descrizione
Nel 1902, Albert Burrage, un filantropo di Boston, fece aprire sull'isola un ospedale estivo destinato a bambini con disabilità fisiche.
Durante la prima guerra mondiale l'isola fu utilizzata dalla Marina degli Stati Uniti. 
A partire dal 1940 circa, l'isola è stata utilizzata come struttura per pazienti affetti da poliomielite. Tuttavia, l'ospedale è stato chiuso durante la seconda guerra mondiale e bruciato nel 1945.
Dal 1996 fa parte della Boston Harbor Islands National Recreation Area. 
L'isola ha una superficie di 120 000 m², più una zona intertidale di ulteriori 130 000 m². 
L'isola è collegata con Boston con un servizio navale attivo solo nei fine settimana e nei giorni festivi, ma può essere facilmente raggiunto con barche o kayak.